# Sankt Andreas kyrka, Lund
Sankt Andreas kyrka var en katolsk kyrka i Lund under medeltiden. Den låg i norra delen av kvarteret Katedralskolan, vid hörnet Stora Södergatan/Drottensgatan. Kyrkan var helgad åt aposteln Andreas, en av Jesu lärjungar och bror till Simon Petrus. 
Sankt Andreas kyrka byggdes först som träkyrka under andra halvan av 1000-talet. Vid arkeologiska undersökningar 1943, 1981 och 1986 hittades några gravar från andra halvan av 1000-talet på kyrkogården. Då hittades också en rad med tre stolpar av trä, daterade till omkring 1065, vilka sannolikt har burit upp en klockstapel.
Stenkyrkan uppfördes av obearbetad fältsten någon gång under 1100-talet. Delar av de södra grundmurarna har hittats. Det gjordes också arkeologiska undersökningar 2002, då en del av kyrkans kor hittades, samt i november 2018, då en bit av kyrkans norra vägg och golv av tegel hittades. Kyrkan hade sannolikt, förutom långhus och kor med absid, ett runt torn i väster.
Kyrkan nämns i en skriftlig källa första gången 1302.
Kyrkan revs efter reformationen i Danmark 1536.